# Tornei di tennis maschili nel 1897
Prima della nascita della cosiddetta "Era Open" del tennis, ossia l'apertura ai tennisti professionisti degli eventi più importanti, tutti i tornei erano riservati ad atleti dilettanti. Nel 1897 tutti i tornei erano amatoriali, tra questi c'erano i tornei del Grande Slam: il Campionato francese di tennis, il Torneo di Wimbledon, e gli U.S. National Championships.

## Calendario

### Gennaio
Nessun evento

### Febbraio
Nessun evento

### Marzo
| Settimana | Torneo                                                                     | Vincitore                       | Finalista                      | Semifinalisti | Eliminati ai quarti |
| --------- | -------------------------------------------------------------------------- | ------------------------------- | ------------------------------ | ------------- | ------------------- |
| 10 marzo  | Monte Carlo Cup 1897 Monte Carlo, Monte Carlo Singolare - Doppio           | Reginald Doherty 6-2 6-1 6-2    | Conway William Blackwood Price |               |                     |
| 10 marzo  | Monte Carlo Cup 1897 Monte Carlo, Monte Carlo Singolare - Doppio           |                                 |                                |               |                     |
| 29 marzo  | South Australian Championships 1897 Adelaide, Australia Singolare - Doppio | Robert George Bowen 6-2 7-5 6-2 | William Alfred Westhall Lang   |               |                     |
| 29 marzo  | South Australian Championships 1897 Adelaide, Australia Singolare - Doppio |                                 |                                |               |                     |

### Aprile
| Settimana | Torneo                                                                            | Vincitore                             | Finalista     | Semifinalisti | Eliminati ai quarti |
| --------- | --------------------------------------------------------------------------------- | ------------------------------------- | ------------- | ------------- | ------------------- |
| aprile    | French Covered Court Championships 1897 Parigi, Francia Singolare - Doppio        | Manliffe Francis Goodbody 6-3 6-1 6-0 | Frank Riseley |               |                     |
| aprile    | French Covered Court Championships 1897 Parigi, Francia Singolare - Doppio        |                                       |               |               |                     |
| 12 aprile | British Covered Court Championships 1897 Londra, Gran Bretagna Singolare - Doppio | Wilberforce Eaves 6-3 6-3 7-5         | Ernest Lewis  |               |                     |
| 12 aprile | British Covered Court Championships 1897 Londra, Gran Bretagna Singolare - Doppio |                                       |               |               |                     |

### Maggio
| Settimana | Torneo                                                                  | Vincitore                                | Finalista         | Semifinalisti | Eliminati ai quarti |
| --------- | ----------------------------------------------------------------------- | ---------------------------------------- | ----------------- | ------------- | ------------------- |
| 8 maggio  | New South Wales Championships 1897 Sydney, Australia Singolare - Doppio | Arthur Curtis 6-1 6-0 6-4                | Henry R. Crossman |               |                     |
| 8 maggio  | New South Wales Championships 1897 Sydney, Australia Singolare - Doppio |                                          |                   |               |                     |
| 24 maggio | Southern Championships 1897 Washington, USA Singolare - Doppio          | Thomas Aloysius Driscoll 1-6 6-4 6-3 6-3 | F.P. Warfield     |               |                     |
| 24 maggio | Southern Championships 1897 Washington, USA Singolare - Doppio          |                                          |                   |               |                     |
| 29 maggio | Irish Championships 1897 Dublino, Irlanda Singolare - Doppio            | Wilberforce Eaves 1-6 2-6 8-6 6-2 6-3    | Wilfred Baddeley  |               |                     |
| 29 maggio | Irish Championships 1897 Dublino, Irlanda Singolare - Doppio            |                                          |                   |               |                     |
| 30 maggio | New England Championships 1897 New Haven, USA Singolare - Doppio        | Thomas Aloysius Driscoll 6-4 6-1 6-4     | Richard Hooker    |               |                     |
| 30 maggio | New England Championships 1897 New Haven, USA Singolare - Doppio        |                                          |                   |               |                     |

### Giugno
| Settimana | Torneo                                                                       | Vincitore                                       | Finalista                         | Semifinalisti | Eliminati ai quarti |
| --------- | ---------------------------------------------------------------------------- | ----------------------------------------------- | --------------------------------- | ------------- | ------------------- |
| 19 giugno | Northern Championships 1897 Manchester, Gran Bretagna Singolare - Doppio     | Wilfred Baddeley 6-2 7-5 2-6 6-0                | Reginald Frank Doherty            |               |                     |
| 19 giugno | Northern Championships 1897 Manchester, Gran Bretagna Singolare - Doppio     |                                                 |                                   |               |                     |
| 26 giugno | Campionato francese di tennis 1897 Parigi, Francia Singolare - Doppio        | Paul Aymé 4-6 6-4 6-2                           | Francky Wardan                    |               |                     |
| 26 giugno | Campionato francese di tennis 1897 Parigi, Francia Singolare - Doppio        | Paul Aymé Paul Lebréton 6-3 6-0                 | Francky Wardan de Longchamps      |               |                     |
| 26 giugno | Metropolitan Grass Court Championships 1897 New York, USA Singolare - Doppio | Stephen Caldwell Millett 6-4 11-9 7-5           | John Davidson                     |               |                     |
| 26 giugno | Metropolitan Grass Court Championships 1897 New York, USA Singolare - Doppio |                                                 |                                   |               |                     |
| 30 giugno | Torneo di Wimbledon 1897 Londra, Gran Bretagna Singolare - Doppio            | Reginald Doherty 6-4 6-4 6-3                    | Harold Mahony                     |               |                     |
| 30 giugno | Torneo di Wimbledon 1897 Londra, Gran Bretagna Singolare - Doppio            | Reginald Doherty Laurie Doherty 6-4 4-6 8-6 6-4 | Wilfred Baddeley Herbert Baddeley |               |                     |

### Luglio
| Settimana | Torneo                                                                      | Vincitore                             | Finalista                 | Semifinalisti | Eliminati ai quarti |
| --------- | --------------------------------------------------------------------------- | ------------------------------------- | ------------------------- | ------------- | ------------------- |
| 5 luglio  | Pacific Coast Championships 1897 San Rafael, USA Singolare - Doppio         | George F. Whitney 4-6 1-6 6-4 6-4 8-6 | Sam Hardy                 |               |                     |
| 5 luglio  | Pacific Coast Championships 1897 San Rafael, USA Singolare - Doppio         |                                       |                           |               |                     |
| 10 luglio | Middle States Championships 1897 Mountain Station, USA Singolare - Doppio   | William Larned walkover               | Clarence Hobart           |               |                     |
| 10 luglio | Middle States Championships 1897 Mountain Station, USA Singolare - Doppio   |                                       |                           |               |                     |
| 11 luglio | Canadian Championships 1897 Niagara Falls, Canada Singolare - Doppio        | Leonard Everett Ware walkover         | Robert Duffield Wrenn     |               |                     |
| 11 luglio | Canadian Championships 1897 Niagara Falls, Canada Singolare - Doppio        |                                       |                           |               |                     |
| 17 luglio | Queen's Club Championships 1897 Londra, Gran Bretagna Singolare - Doppio    | Laurence Doherty 6-2, 6-2, 6-2        | Josiah Ritchie            |               |                     |
| 17 luglio | Queen's Club Championships 1897 Londra, Gran Bretagna Singolare - Doppio    |                                       |                           |               |                     |
| 31 luglio | Longwood Bowl 1897 Boston, USA Singolare - Doppio                           | William Larned 6-2 9-7 2-6 4-6 6-2    | Robert Wrenn              |               |                     |
| 31 luglio | Longwood Bowl 1897 Boston, USA Singolare - Doppio                           |                                       |                           |               |                     |
| 31 luglio | Southern California Championships 1897 Santa Monica, USA Singolare - Doppio | Lewis Ransome Freeman                 | non conosciuta (bandiera) |               |                     |
| 31 luglio | Southern California Championships 1897 Santa Monica, USA Singolare - Doppio |                                       |                           |               |                     |

### Agosto
| Settimana | Torneo                                                                  | Vincitore                                                          | Finalista                    | Semifinalisti | Eliminati ai quarti |
| --------- | ----------------------------------------------------------------------- | ------------------------------------------------------------------ | ---------------------------- | ------------- | ------------------- |
| 2 agosto  | Western Championships 1897 Chicago, USA Singolare - Doppio              | Kreigh Collins 6-3 7-5 7-9 9-7                                     | Carr Baker Neel              |               |                     |
| 2 agosto  | Western Championships 1897 Chicago, USA Singolare - Doppio              | Kreigh Collins Leonard Everett Ware                                |                              |               |                     |
| 2 agosto  | German Championships 1897 Amburgo, Germania Singolare - Doppio          | George Hillyard 7-5 4-6 5-7 6-0 6-0                                | George Courtenay Ball Greene |               |                     |
| 2 agosto  | German Championships 1897 Amburgo, Germania Singolare - Doppio          |                                                                    |                              |               |                     |
| 8 agosto  | Scottish Championships 1897 Moffatt, Gran Bretagna Singolare - Doppio   | Reginald Doherty walkover                                          | Laurence Doherty             |               |                     |
| 8 agosto  | Scottish Championships 1897 Moffatt, Gran Bretagna Singolare - Doppio   |                                                                    |                              |               |                     |
| 8 agosto  | Northwestern Championships 1897 Lake Minnetonka, USA Singolare - Doppio | W.A. Bethel 6-4 6-0 7-5                                            | George Bethel                |               |                     |
| 8 agosto  | Northwestern Championships 1897 Lake Minnetonka, USA Singolare - Doppio |                                                                    |                              |               |                     |
| 26 agosto | U.S. National Championships 1897 Newport, USA Singolare - Doppio        | Robert Wrenn 4-6 8-6 6-3 2-6 6-2                                   | Wilberforce Eaves            |               |                     |
| 26 agosto | U.S. National Championships 1897 Newport, USA Singolare - Doppio        | Leo Ware Gordon Sheldon 11-13 6-2 9-7 1-6 6-1                      | Harold Mahony Harold Nisbet  |               |                     |
| 27 agosto | Homburg Cup 1897 Homburg, Germania Singolare - Doppio                   | Reginald Doherty walkover (finale non disputata per cattivo tempo) | George Whiteside Hillyard    |               |                     |
| 27 agosto | Homburg Cup 1897 Homburg, Germania Singolare - Doppio                   |                                                                    |                              |               |                     |
| 30 agosto | Queensland Championships 1897 Brisbane, Australia Singolare - Doppio    | F.A. Waller 6-1 4-6 6-1 4-6 6-3                                    | Ernest Ludlow Newman         |               |                     |
| 30 agosto | Queensland Championships 1897 Brisbane, Australia Singolare - Doppio    |                                                                    |                              |               |                     |

### Settembre
| Settimana    | Torneo                                                                             | Vincitore                  | Finalista        | Semifinalisti | Eliminati ai quarti |
| ------------ | ---------------------------------------------------------------------------------- | -------------------------- | ---------------- | ------------- | ------------------- |
| Settembre    | Torneo di Dinard 1897 Dinard, Francia Singolare - Doppio                           | E.K. Harvey 6-3 11-9 6-4   | W.A. Harrison    |               |                     |
| Settembre    | Torneo di Dinard 1897 Dinard, Francia Singolare - Doppio                           |                            |                  |               |                     |
| 18 settembre | South of England Championships 1897 Eastbourne, Gran Bretagna Singolare - Doppio   | Joshua Pim 3-6 6-3 7-5 6-3 | Laurence Doherty |               |                     |
| 18 settembre | South of England Championships 1897 Eastbourne, Gran Bretagna Singolare - Doppio   |                            |                  |               |                     |
| 25 settembre | Welsh Covered Court Championships 1897 Craigside, Gran Bretagna Singolare - Doppio | Reginald Doherty walkover  | Laurence Doherty |               |                     |
| 25 settembre | Welsh Covered Court Championships 1897 Craigside, Gran Bretagna Singolare - Doppio |                            |                  |               |                     |

### Ottobre
| Settimana  | Torneo                                                                    | Vincitore                        | Finalista                | Semifinalisti | Eliminati ai quarti |
| ---------- | ------------------------------------------------------------------------- | -------------------------------- | ------------------------ | ------------- | ------------------- |
| 9 ottobre  | Metropolitan Championships 1897 Strathfield, Australia Singolare - Doppio | Percy Brereton Colquhoun 7-5 9-7 | David Sutherland Edwards |               |                     |
| 9 ottobre  | Metropolitan Championships 1897 Strathfield, Australia Singolare - Doppio |                                  |                          |               |                     |
| 13 ottobre | Western Australian Championships 1897 Perth, Australia Singolare - Doppio | Herbert Richard Orr 6-1 6-0 6-3  | Archer William Hoskings  |               |                     |
| 13 ottobre | Western Australian Championships 1897 Perth, Australia Singolare - Doppio |                                  |                          |               |                     |

### Novembre
| Settimana   | Torneo                                                               | Vincitore                   | Finalista             | Semifinalisti | Eliminati ai quarti |
| ----------- | -------------------------------------------------------------------- | --------------------------- | --------------------- | ------------- | ------------------- |
| 20 novembre | Victorian Championships 1897 Melbourne, Australia Singolare - Doppio | Gus Kearney 6-2 2-6 6-1 6-3 | Alfred Wallace Dunlop |               |                     |
| 20 novembre | Victorian Championships 1897 Melbourne, Australia Singolare - Doppio |                             |                       |               |                     |

### Dicembre
Nessun evento

### Senza data
| Settimana                   | Torneo                                                                            | Vincitore                                 | Finalista                 | Semifinalisti | Eliminati ai quarti |
| --------------------------- | --------------------------------------------------------------------------------- | ----------------------------------------- | ------------------------- | ------------- | ------------------- |
|                             | Warwickshire Championships 1897 Leamington, Gran Bretagna Singolare - Doppio      | John Mycroft Boucher                      | non conosciuta (bandiera) |               |                     |
|                             | Warwickshire Championships 1897 Leamington, Gran Bretagna Singolare - Doppio      |                                           |                           |               |                     |
|                             | Torneo di Boulogne 1897 Boulogne, Francia Singolare - Doppio                      | Edward Roy Allen                          | non conosciuta (bandiera) |               |                     |
|                             | Torneo di Boulogne 1897 Boulogne, Francia Singolare - Doppio                      |                                           |                           |               |                     |
|                             | Derbyshire Championships 1897 Buxton, Gran Bretagna Singolare - Doppio            | Sydney Howard Smith                       | non conosciuta (bandiera) |               |                     |
|                             | Derbyshire Championships 1897 Buxton, Gran Bretagna Singolare - Doppio            |                                           |                           |               |                     |
|                             | Essex Championships 1897 Colchester, Gran Bretagna Singolare - Doppio             | Herbert Roper Barrett                     | non conosciuta (bandiera) |               |                     |
|                             | Essex Championships 1897 Colchester, Gran Bretagna Singolare - Doppio             |                                           |                           |               |                     |
|                             | Hampshire Championships 1897 Bournemouth, Gran Bretagna Singolare - Doppio        | Herbert Newcombe Craig                    | non conosciuta (bandiera) |               |                     |
|                             | Hampshire Championships 1897 Bournemouth, Gran Bretagna Singolare - Doppio        |                                           |                           |               |                     |
|                             | Kent Championships 1897 Beckenham, Gran Bretagna Singolare - Doppio               | George Greville 4-6 6-3 4-6 6-4 6-4       | Manliffe Francis Goodbody |               |                     |
|                             | Kent Championships 1897 Beckenham, Gran Bretagna Singolare - Doppio               |                                           |                           |               |                     |
|                             | Middlesex Championships 1897 Chiswick Park, Gran Bretagna Singolare - Doppio      | George Greville                           | non conosciuta (bandiera) |               |                     |
|                             | Middlesex Championships 1897 Chiswick Park, Gran Bretagna Singolare - Doppio      |                                           |                           |               |                     |
|                             | National Collegiate Championships 1897 New Haven, USA Singolare - Doppio          | S.G. Thomson                              | non conosciuta (bandiera) |               |                     |
|                             | National Collegiate Championships 1897 New Haven, USA Singolare - Doppio          |                                           |                           |               |                     |
|                             | New Zealand Championships 1897 Auckland, Nuova Zelanda Singolare - Doppio         | James Richard Hooper 6-1, 8-6, 6-4        | Harry Alabaster Parker    |               |                     |
| Gore Harry Alabaster Parker | New Zealand Championships 1897 Auckland, Nuova Zelanda Singolare - Doppio         |                                           |                           |               |                     |
|                             | Nice Lawn Tennis Club Championships 1897 Nizza, Francia Singolare - Doppio        | S.V.R. Drapes                             | non conosciuta (bandiera) |               |                     |
|                             | Nice Lawn Tennis Club Championships 1897 Nizza, Francia Singolare - Doppio        |                                           |                           |               |                     |
|                             | North London Championships 1897 Londra, Gran Bretagna Singolare - Doppio          | Herbert Roper Barrett                     | non conosciuta (bandiera) |               |                     |
|                             | North London Championships 1897 Londra, Gran Bretagna Singolare - Doppio          |                                           |                           |               |                     |
|                             | North of England Championships 1897 Scarborough, Gran Bretagna Singolare - Doppio | David Grainger Chaytor                    | non conosciuta (bandiera) |               |                     |
|                             | North of England Championships 1897 Scarborough, Gran Bretagna Singolare - Doppio |                                           |                           |               |                     |
|                             | Northumberland Championships 1897 Newcastle, Gran Bretagna Singolare - Doppio     | Sydney Howard Smith                       | non conosciuta (bandiera) |               |                     |
|                             | Northumberland Championships 1897 Newcastle, Gran Bretagna Singolare - Doppio     |                                           |                           |               |                     |
|                             | South African Championships 1897 Città del Capo, Sudafrica Singolare - Doppio     | Lennox L. Giddy 8-10, 12-10, 4-6, 6-, 6-2 | William C. Stevens        |               |                     |
|                             | South African Championships 1897 Città del Capo, Sudafrica Singolare - Doppio     |                                           |                           |               |                     |
|                             | Suffolk Championships 1897 Saxmundham, Gran Bretagna Singolare - Doppio           | Laurence Doherty 6-3 8-6 4-6 6-1          | Charles Henry Ridding     |               |                     |
|                             | Suffolk Championships 1897 Saxmundham, Gran Bretagna Singolare - Doppio           |                                           |                           |               |                     |
|                             | Sussex Championships 1897 Brighton, Gran Bretagna Singolare - Doppio              | George Courtenay Ball Greene              | non conosciuta (bandiera) |               |                     |
|                             | Sussex Championships 1897 Brighton, Gran Bretagna Singolare - Doppio              |                                           |                           |               |                     |
|                             | Welsh Championships 1897 Newport, Gran Bretagna Singolare - Doppio                | Sydney Howard Smith                       | non conosciuta (bandiera) |               |                     |
|                             | Welsh Championships 1897 Newport, Gran Bretagna Singolare - Doppio                |                                           |                           |               |                     |
|                             | West Sussex Championships 1897 Chichester, Gran Bretagna Singolare - Doppio       | David Grainger Chaytor                    | non conosciuta (bandiera) |               |                     |
|                             | West Sussex Championships 1897 Chichester, Gran Bretagna Singolare - Doppio       |                                           |                           |               |                     |